# Luís Correia de Queirós Barros
Luís Correia de Queirós Barros (Pernambuco, 1817 — Rio de Janeiro, 1908) foi um magistrado brasileiro.
Iniciou sua carreira como promotor público. Em 1873 foi nomeado desembargador e designado para Porto Alegre. Em fevereiro de 1875 foi nomeado presidente da Relação. Foi reconduzido três vezes para o cargo, permanecendo nele por 8 anos.
Em 1882 foi transferido para a Relação da Corte e logo em seguida para Fortaleza, onde permaneceu até ser ministro do Supremo Tribunal de Justiça, em 1888. Com a criação do Supremo Tribunal Federal, foi nomeado ministro desse tribunal, onde permaneceu de 28 de fevereiro de 1891 a 15 de março de 1892.